# Pinsà rosat de Blanford
El pinsà rosat de Blanford (Agraphospiza rubescens) és una espècie d'ocell de la família dels fringíl·lids (Fringillidae) i única espècie del gènere Agraphospiza, si bé fins fa poc ha estat assignat a Carpodacus. Habita boscos de coníferes del nord-est de l'Índia, centre de Nepal, sud-est del Tibet i centre i sud-oest de la Xina.